# Cohorte romana

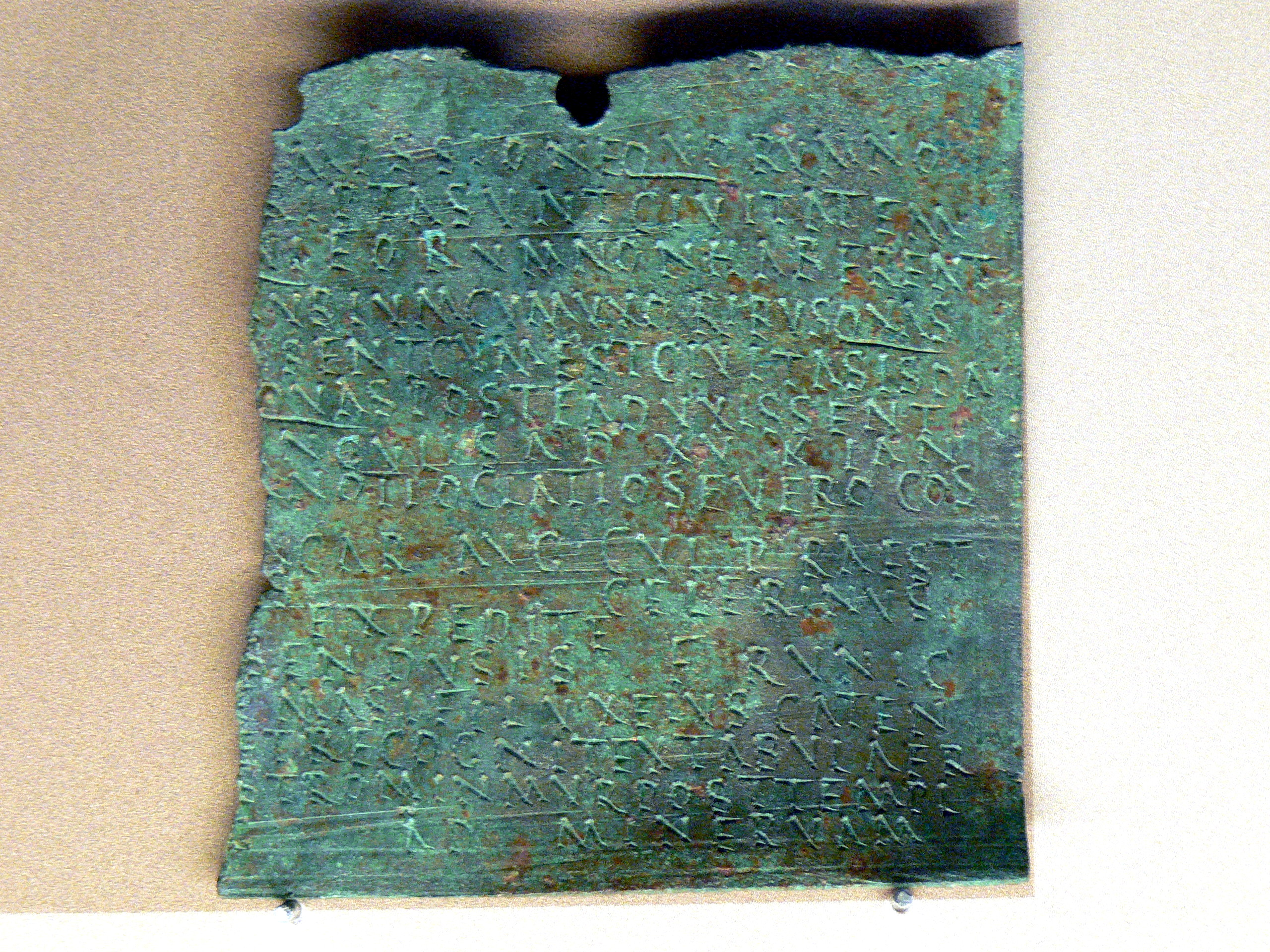
Certificado militar romano dispensando al soldado Victor estacionado en Quintana (actual Künzing) como miembro de la Cohors V Bracaraugustanorum, datado en el 18 de diciembre de 160. Museum Quintana, Künzing.

Una cohorte romana era una unidad táctica constituida en general por un solo tipo de soldados en el ejército romano, y fue creada con las reformas de Mario. Más tarde, antes del Principado, este término adquirió un sentido más amplio y definió a una unidad militar.

## Cohortes de la legión

### Organización
Una legión romana constaba de diez cohortes numeradas del I al X. Una cohorte (en latín: Cohors) estaba compuesta por tres manípulos; cada manípulo estaba formado por dos centurias. Como excepción, la cohorte I estaba compuesta por cinco centurias dobles.
Durante la República, las cohortes se organizaban en tres líneas llamadas hastati, principes y triarii, que estaban divididas en 120, 120 y 60 hombres, respectivamente. Las tres líneas de soldados estaban divididas según la experiencia y habilidad guerrera, los guerreros jóvenes en la primera línea, que cuando esta cedía, dejaba su sitio a la fila más preparada, la de los príncipes. A su vez, los príncipes podían ceder si era necesario.
Los velites, infantería ligera, armados de jabalinas o de hondas, se situaban delante de las filas y lanzaban proyectiles al enemigo.
El manípulo fue una unidad de la legión romana, ideada durante las guerras samnitas. Estaba compuesta por un total de 160 infantes, tras la reforma hacia el año 100 a. C. del cónsul Cayo Mario que profesionalizó el ejército. Cada manípulo estaba compuesto a su vez por dos centurias de 80 hombres cada una. Las centurias se agrupaban administrativamente por parejas formando manípulos de 160 infantes, y estos, a su vez, operativamente en grupos de tres formando una cohorte de 480 legionarios.
A título excepcional, la primera cohorte, formada por los hombres más aguerridos de la legión, se componía de sólo 5 centurias. Pero éstas eran centurias dobles, es decir, de 160 hombres cada una. Los centuriones de esas centurias eran llamados primi ordinis, menos el de la primera centuria, que recibía el nombre de primus pilus. Una centuria romana vendría a equipararse a una compañía de infantería actual reducida en sus efectivos.
Como dato significativo, una centuria nunca llegó a tener 100 soldados, puesto que su nombre deriva de centurión.

### Jerarquía
La cohorte militar estaba mandada por un centurión, Pilus Prior. Había 6 centuriones por cohorte. El grado más alto de los centuriones mandaba la cohorte I, su título era Primus Pilus o centurión primipilo. Esta es la lista de los títulos de los seis centuriones de las cohortes típicas II a X :
| en orden jerárquico | en orden de batalla |
| --- | --- |
| - Centuria I: Pilus Prior - Centuria II: Princeps Prior - Centuria III: Hastatus Prior - Centuria IV: Pilus Posterior - Centuria V: Princeps Posterior - Centuria VI: Hastatus Posterior | - Centuria III: Hastatus Prior (hastati) - Centuria VI: Hastatus Posterior (hastati) - Centuria II: Princeps Prior (príncipes) - Centuria V: Princeps Posterior (príncipes) - Centuria I: Pilus Prior (triarii) - Centuria IV: Pilus Posterior (triarii) |

## Cohortes de seguridad civil
- Cohortes urbanas, para la seguridad diurna: Organizadas sobre el modelo de las cohortes pretorianas, pero sin contingente de caballería, las cohortes urbanas constaban de 1000 hombres por cohorte, 1.500 incluso antes de Vitelio.
- Cohors vigilum, bomberos, para la seguridad nocturna: Este cuerpo estaba repartido en Roma en 560 hombres bajo el mando de un tribuno militar. Cada cohorte estaba dividida en centurias de 70 a 80 hombres y mandada por un centurión princeps y por seis simples centuriones.

## Otras cohortes
Las cohortes auxiliares contaban de 6 a 10 centurias. Las alas de la caballería (Cohors alaria) comprendía 500 (para la cohors quingenaria) o 1000 (para la cohors milliaria) jinetes y estaban divididas en 16 o 24 turmes, que estaban mandadas cada una por un decurión.
Otros tipos de cohortes:
- Cohors classica : Armada romana
- Cohors equitata : Tropa de infantería apoyada por una tropa de caballería.
- Cohors Germanorum
- Cohors milliaria
- Cohors palatina
- Cohors peditata : Tropa de infantería
- Cohors praetoria: Guardia Pretoriana
- Cohors togata : Miembro de la Guardia Pretoriana, era el único soldado que tenía el derecho de entrar armado en Roma.
- Cohors quingenaria
- Cohors speculatorum
- Cohors torquata
- Cohors tumultuaria : Tropas auxiliares no estándares.